# Mecistocephalus okabei
Mecistocephalus okabei är en mångfotingart som beskrevs av Yoshioki Takakuwa 1942. Mecistocephalus okabei ingår i släktet Mecistocephalus och familjen storhuvudjordkrypare.
Artens utbredningsområde är Palau. Inga underarter finns listade i Catalogue of Life.